# Jean Bilhères de Lagraulas
Jean Bilhères de Lagraulas   (Gascunya, 1434 - Roma, 6 d'agost de 1499) fou un cardenal i bisbe benedictí francès.

## Biografia
El 1473 esdevingué abat de Saint-Michel de Peçan, al territori de la diòcesi d'Auch. Després de la mort del comte Joan V d'Armanyac, el rei Lluís XI el va enviar a Armagnac per persuadir les poblacions del comtat d'Aura de romandre com a territori del Regne de França i no del d'Aragó, empresa que va aconseguir amb èxit. Per això va ser compensat amb el nomenament com a bisbe de Lombèrs i el 1474 va ser nomenat abat de abat de Sant Denís.
Després esdevingué ambaixador de Lluís XI de França davant Ferran II d'Aragó i Isabel de Castella, després del rei Carles VIII, primer a Alemanya i després a Roma.
El 1491 fou nomenat bisbe coadjutor de Saintes. Després va rebre els nomenaments com a abat comendatari de Saint-Martin de Nevers, de Saint Denis, de Tournous i de Mas-Garnier.
En el consistori del 20 de setembre de 1493, el papa Alexandre VI el va nomenar cardenal, nomenant-lo cardenal prevere de Santa Sabina.
El febrer de 1498 va esdevenir administrador apostòlic in commendam de la diòcesi de Viviers.
Va ser qui va encarregar la famosa escultura de la Pietat a l'aleshores Miquel Àngel Buonarroti, de vint-i-tres anys, destinada a la capella de Santa Petronilla de la Basílica de Sant Pere del Vaticà. Actualment l'escultura es troba en una capella diferent de la mateixa basílica.